# El siglo del individualismo
El Siglo del Individualismo (en inglés The Century of the Self) es un documental británico realizado en 2002 por Adam Curtis que se centra en cómo el trabajo de Sigmund Freud, Anna Freud y Edward Bernays ha influido en las corporaciones y gobiernos para poder analizar y controlar a las personas a través de la psicología de masas y la creación de la sociedad de consumo.
Fue producido por BBC Four y RDF Media, consta de 4 capítulos de 60 minutos de duración cada uno.

## Lista de episodios y Sinopsis
1. Máquinas de felicidad: Se maneja una idea principal acerca de la psicología de masas y la influencia que tuvo el sobrino de Sigmund Freud, Edward Bernays, y como esto influyo para que se diera un cambio social y económico significativo después de la Primera Guerra Mundial. Bernays se centra en los escritos de su tío acerca del subconsciente y decide trabajar en aquello, pero no en el ámbito del psicoanálisis sino más bien en la publicidad y el mass media que influye en demasía, dándose cambios sociales significativos. Lo que realizó Bernays fue crear estímulos que determinaban el accionar de los individuos alterando el comportamiento que estaban llevando, esto se pudo realizar bajo la teoría de Freud que sostiene que el ser humano era malo por naturaleza y se rige bajo sus instintos animales, irracionales y sobre todo sexuales. Es de esta forma que las masas sociales de ese entonces se vieron influenciadas y manipuladas por las personas ostentosas del poder, sobre todo por empresarios, que buscaban que se creara una sociedad de consumo para así mantener una economía constante y que se diera una gran demanda de ciertos productos, como los cigarrillos por parte de las mujeres.  Las máquinas de felicidad hacen referencia a los individuos que fueron trabajados con su inconsciente para comprar cosas que simplemente satisfacen su imagen o su deseo de realización, mas no sus necesidades. Si bien podría hacerse referencia a que en ese momento esto se convirtió en necesario dado que se comenzó a dar el proceso de industrialización y el levantamiento de un conflicto mundial, esto también significó que los sistemas de generación masiva de opinión en la historia política e ideológica sean de suma importancia, hasta la actualidad.
2. La ingeniería del consentimiento: se muestran las atrocidades de la Segunda Guerra Mundial resaltando lo irracional del sentido humano tomando en cuenta todas las violaciones dadas durante el Holocausto, esto confirmaría y mantendría en pie la teoría de Freud acerca de la existencia de estas fuerzas irracionales bajo la capa de aparente normalidad de la mente. Esto se vio exponenciado con la cantidad de soldados que regresaban con experiencias traumática después de este gran enfrentamiento mundial, los mismos necesitaban de cierta forma poder sobrellevar aquello y es en ese momento en donde la hija de Freud, Anna se convierte en uno de los mayores exponentes del psicoanálisis concentrándose sobre todo en esta temática de los soldados anteriormente mencionada. Después de la Segunda Guerra Mundial con las teorías de Anna se comenzó a buscar la creación de un individuo perfecto, pero las sociedades y sobre todo los grupos de poder, buscaban crear un consumidor modelo. Conjugaron las teorías hasta ahora conocidas de Freud, su hija y Bernays para estudiar al consumidor. Durante esto también se dio la guerra fría y era necesario manipular a los individuos parte de esta guerra, en este caso a la sociedad estadounidense, Bernays propuso hacerlo mediante el miedo, y el mismo se aumentó. Es sorprendente como las estrategias planteadas por Bernays funcionaron incluso para derribar un gobierno guatemalteco y mantener una guerra civil que duraría aproximadamente 30 años. Durante estos años, como se muestra en el documental, el psicoanálisis fue tomando fuerza, sobre todo en el ámbito político, pero se desmorona en el momento en el que se busca manipular las mentes y recuerdos de personas utilizadas para la experimentación, así también con el suicidio de Marilyn Monroe quien estaba siendo tratada por Anna Freud, desmorona esta teoría y sorprende a la opinión pública, la misma que se pregunta acerca de la eficiencia de la misma o si tan solo es una forma de mantener cierto control social. Se evidencia en esa época, que el psicoanálisis había sido utilizado como un medio para un fin corrupto y de manipulación de los individuos y de la sociedad, comienzan a aparecer detractores de esta teoría que plantean que pudo haberse utilizado de la manera incorrecta y que están manejando emociones y sentimientos que son la esencia del ser humano.
3. Un policía en nuestras cabezas que debe ser destruido: centra sus ideas en lo planteado por Wilhelm Reich, antiguo alumno de Freud pero que comenzó a plantear que el hombre por naturaleza era bueno pero que la sociedad lo reprimía y distorsionaba. Si bien sus ideas fueron rechazadas en un principio, en la década de los 60 y 70, justamente en la caída del psicoanálisis sus ideas fueron tomando fuerza y defendidas por grupos liberales de la sociedad estadounidense. Las ideas se centraron en derrocar al Estado, a las grandes corporaciones e instituciones, al ver que esto no se podía realizar debido a la represión se fundamento la idea de que el individuo debe de reprimir este “policía dentro de su cabeza”. Se comenzó a dar el desarrollo del “yo” y esto se pudo ver reflejado para las grandes compañías, ya que no tenían la posibilidad de predecir a su consumidor. El capitalismo tuvo que adecuarse a esto tanto a nivel económico, así como a nivel político ya que los individuos eran impredecibles y no existía un solo “yo”.  En los 70 se da una caída económica y quien se preocupa de la reconstrucción de esta son las personas que protestaban contra el Estados y las instituciones. Las corporaciones y las instituciones decidieron darles la importancia necesaria y promover la idea de la individualidad y de ser únicos. Los individuos se dieron cuenta de que era una gran oportunidad de hacer negocios, así como también de expresar su individualidad por lo que podría decirse que es en este punto en donde el siglo del yo comienza a afianzarse, tomar forma y ser un paradigma fuerte a lo largo de los siguientes años hasta la actualidad.
4. 8 personas brindando: dentro de este, la idea principal que gira en torno a la problemática es la de un yo consumista. Esto se ve expresado en un principio en la economía con las empresas y su marketing para unas adecuadas relaciones públicas, pero pronto comienza a expresarse fuertemente en la política, su mayor ejemplo sería Margaret Thatcher. Ella lideró estas ideas acerca de individualismo y la expresión del individuo, esto no solo favoreció en la parte política ya que la votante tenía en la actualidad otro perfil, sino que las empresas comenzaron a florecer mediante el marketing que tuvo un empujón gigantesco, creando productos para ayudar al individuo a expresarse y ser singular. El concepto de relaciones públicas comenzó a ser fundamental y a ser parte de mundos sumamente grandes como el del periodismo, en donde el marketing dictaba que se debía de dar un espacio a celebridades y políticos si es que ellos a cambio del espacio, publicitaban productos, pero productos que se originaran en los deseos y satisfacciones individuales. Solo de esta manera se podría tener éxito, esto funcionó tanto en el periodismo como en la política, ya que primeramente se averiguaba los deseos individuales de las personas para luego buscar un candidato que se adecuara a las mismas.

## Premios
Ganadora de:
- Mejor Serie Documental, Broadcast Awards
- Mejor Película histórica del año, Longman-History Today Awards

Nominada a:
- Mejor Documental, Royal Television Society
- Mejor Documental, Indie Awards
- Mejor Serie Documental, Grierson Documentary Awards
- Mejor Documental, William Coupan Memorial Award